# Robert Fisher
Robert Joseph Fisher (ur. 24 września 1959 w Detroit, Michigan) – amerykański duchowny katolicki, biskup pomocniczy Detroit od 2017.

## Życiorys
Święcenia kapłańskie otrzymał w dniu 27 czerwca 1992 i został inkardynowany do archidiecezji Detroit. Pracował głównie jako duszpasterz parafialny. W latach 1995–2000 był kierownikiem kurialnego wydziału ds. powołań.
23 listopada 2016 papież Franciszek biskupem pomocniczym Detroit ze stolicą tytularną Forum Popilii. Sakry udzielił mu 25 stycznia 2017 metropolita Detroit - arcybiskup Allen Vigneron.